# National Aeronautic Association

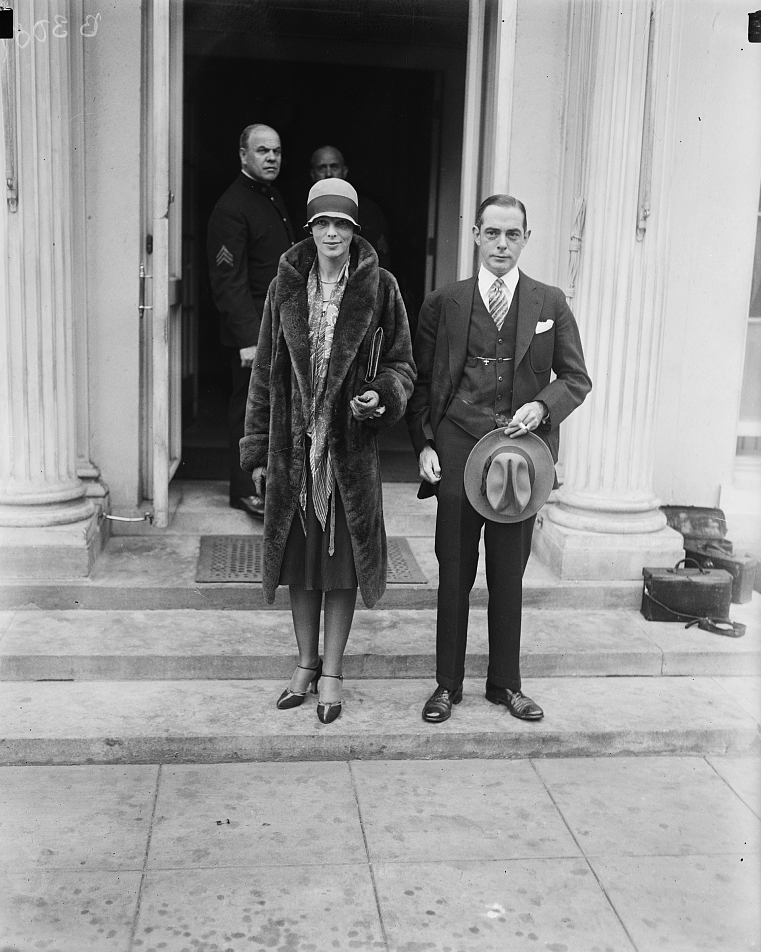
Amelia Earhart de renommée transatlantique est reçue par le président Coolidge. Mlle Amelia Earhart de Boston (à gauche) qui a été la première femme à traverser l'Atlantique, a été reçue par le président Coolidge aujourd'hui. Elle est montrée sur cette photo avec Porter S. Adams, président de la National Aeronautic Association

La National Aeronautic Association (NAA) est une organisation à but non lucratif américaine, membre fondateur de la Fédération aéronautique internationale (FAI).
Fondée en 1905, la NAA constitue le plus ancien club aéronautique des États-Unis et l'un des plus anciens au monde.
La NAA est basée à l'aéroport national Ronald-Reagan, à Washington.